# Compagnie (brandweer)
Een brandweercompagnie is de grootste organisatorische eenheid binnen de brandweer bij de bestrijding van brand of andere incidenten.
Bij de brandweer wordt er naar de grootte van een brand opgeschaald. Indien er een groot aantal voertuigen nodig is, kan er opgeschaald worden naar een peloton of, als er nog meer materieel nodig is, naar een compagnie. 
Normaal gesproken wordt eerst opgeschaald volgens het volgende model:
- Kleine brand (één tankautospuit)
- Middelbrand (tweede tankautospuit en officier van dienst)
- Grote brand (derde tankautospuit en een commandohaakarmbak, eventueel een verbindings- en commandovoertuig)
- Zeer grote brand (vierde tankautospuit)

Het eerste peloton is nu in feite operationeel. Indien er meer voertuigen nodig zijn wordt opgeschaald naar een compagnie. Hierbij komt een tweede peloton ter plaatse dat gelijk is aan het eerste en er komt een ondersteuningspeloton ter plaatse.
Een brandweercompagnie bestaat uit ongeveer 80 personen. Dit aantal is enigszins afhankelijk van regionale afspraken voor bezetting van ondersteunende voertuigen.